# Tilleul de Gazda utca
Le Tilleul de Gazda utca (en hongrois : Gazda utcai hársfa) constitue un monument naturel protégé, situé à Budapest et caractérisé comme d'intérêt local.